# چکاوک (فیلم ۲۰۰۷)
«چکاوک» (انگلیسی: The Lark (2007 film)) یک فیلم است که در سال ۲۰۰۷ منتشر شد.